# Mellanteckning

Animerad GIF-bild som visar effekten av mellanteckningar; de visar övergångarna mellan topparna och dalarna i studsande.

Mellanteckning (engelska: inbetweening) är en grundläggande process inom tecknad film. Den syftar på framtagandet av bildrutor som ligger mellan nyckelbilderna – de bilder som presenterar de viktigare passagerna i en animerad scen. Ordet är hämtat ur vokabulären för just tecknad film, men funktionen är densamma för all sorts animerad film.

## Funktion
Mellanteckningens roll är att jämna till rörelseschemat i den animerade scenen, så att rörelserna så långt som det är möjligt – eller önskvärt – kan simulera motsvarande scen i en scen ur en spelfilm. Mellanteckningarna är de teckningar som bidrar till att skapa en illusion av rörelse.
Inom traditionellt tecknad film produceras nyckelbilderna av animatörer eller nyckeltecknare (engelska: key animators). Uppgiften att förfärdiga de mellanliggande teckningarna lämnas då över till särskilda mellantecknare, vilka fungerar ungefär som teckningsassistenter till vissa serieskapare.
Tecknad film produceras ofta med 24 filmrutor per färdig sekund film. Då kan varje sekund innehålla en nyckelteckning och sju till elva mellanteckningar. Endast vid mycket hastiga förlopp behövs det produceras separata teckningar för varje filmruta. Vid endast cirka fyra teckningar per sekund nås gränsen för ögats förmåga att uppleva bildföljden som en animation. Den franska Fantasmagorie från 1908 (regissör: Émile Cohl), som animerades med tolv rutor per sekund, betraktas ofta som den första verkliga animerade filmen.
I en datoriserad produktionsprocess kan ofta produktionen av "mellanteckningarna" automatiseras. Datoriserad animation handlar mer om att rendera bilder än att teckna dem.